# Malbrough s'en va-t-en guerre

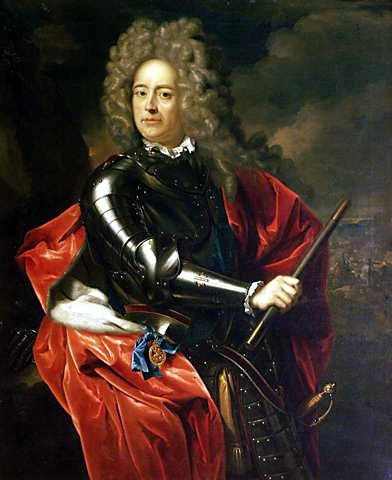
John Churchill, premier duc de Marlborough.
Portrait d'Adriaen van der Werff.

Malbrough s'en va-t-en guerre ou Mort et convoi de l'invincible Malbrough est une chanson française traditionnelle.

## Origines
Les paroles datent du XVIIIe. Au XIXe, certains auteurs disaient que l'air provenait d'Orient. La mélodie a été adaptée par les Britanniques sous le titre For He's a Jolly Good Fellow.
Le protagoniste est John Churchill, premier duc de Marlborough. Il a laissé son nom non seulement à la chanson, mais au château de Meinsberg, en Lorraine : le château de Malbrouck. (« Malbrouk » est la prononciation universellement adoptée en français pour le nom de ce duc). Contrairement à ce que laissent supposer les paroles de la chanson, chantée par les Français pour railler un ennemi, Churchill ne fut que blessé à la bataille de Malplaquet (11 septembre 1709), à laquelle il est fait référence.
La chanson fut connue à partir de 1781, Beaumarchais l'ayant intégrée comme chanson du page dans sa pièce Le Mariage de Figaro. Cette pièce, après avoir été jouée à Versailles pour le futur empereur Paul Ier de Russie, avait été interdite sur ordre de Louis XVI. Pour alerter le public, l'auteur introduisit cette chanson, qui fut bientôt sur toutes les lèvres.
Geneviève Poitrine, la nourrice du premier dauphin, l'avait apprise dans son village. Un jour qu'elle la chantait, la reine Marie-Antoinette voulut l'apprendre et la joua au clavecin. Les courtisans l'imitèrent et la chanson devint populaire.
La vogue fut immense, de nombreux objets dès lors décorés d'illustrations reprenant ce thème. On trouve ainsi divers éventails imprimés comportant les épisodes de la chanson, ses couplets et quelques portées de la musique.
On trouve aussi des rubans, coiffures, gilets et surtout chapeaux « à la Marlborough ». Une tour du Hameau de la Reine fut aussi dénommée « tour de Marlborough ».
Dans une description du Carnaval de Paris de 1783, on trouve cette musique interprétée par des instruments à vent accompagnant le cortège de la Promenade du Bœuf Gras.
En 1813, Beethoven l'orchestra pour l’inclure dans La Victoire de Wellington. Elle y symbolise les forces françaises — Rule, Britannia! représentant l’Angleterre.
En 1878, Hetzel fit illustrer par Lorenz Frølich, à la mode enfantine, une version sarcastique pour le Magasin d'éducation et de récréation.
Cette même mélodie est interprétée lors des Festes de la Mare de Déu de la Salut d'Algemesí par les « Bastonets », un groupe de danseurs guerriers (avec d'autres chansons), précisément sous le titre de El Mambrú.

## Paroles

### Paroles en français[7][sourceinsuffisante]
1.

Malbrough s'en va-t-en guerre

Mironton, mironton, mirontaine

Malbrough s'en va-t-en guerre

Ne sait quand reviendra.

Ne sait quand reviendra (×2)

2.

Il reviendra (z') à Pâques

Mironton, mironton, mirontaine

Il reviendra (z') à Pâques

Ou à la Trinité.

Ou à la Trinité (×2)

3.

La Trinité se passe

Mironton, mironton, mirontaine

La Trinité se passe

Malbrough ne revient pas.

Malbrough ne revient pas (×2)

4.

Madame à sa tour monte

Mironton, mironton, mirontaine

Madame à sa tour monte

Si haut qu'elle peut monter.

Si haut qu'elle peut monter (×2)

5.

Elle aperçoit son page

Mironton, mironton, mirontaine

Elle aperçoit son page

Tout de noir habillé.

Tout de noir habillé (×2)

6.

Beau page, Ha! Mon beau page !

Mironton, mironton, mirontaine

Beau page, ah mon beau page !

Quelles nouvelles apportez ?

Quelles nouvelles apportez ? (×2)

7.

Aux nouvelles que j'apporte

Mironton, mironton, mirontaine

Aux nouvelles que j'apporte

Vos beaux yeux vont pleurer.

Vos beaux yeux vont pleurer (×2)

8.

Quittez vos habits rose

Mironton, mironton, mirontaine

Quittez vos habits rose,

Et vos satins brochés.

Et vos satins brochés. (×2)

9.

Monsieur Malbrough est mort

Mironton, mironton, mirontaine

Monsieur Malbrough est mort

Est mort et enterré.

Est mort et enterré (×2)

10.

Je l'ai vu porté en terre

Mironton, mironton, mirontaine

Je l'ai vu porté en terre

Par quatre z'officiers.

Par quatre z'officiers (×2)

11.

L'un portait sa cuirasse

Mironton, mironton, mirontaine

L'un portait sa cuirasse

L'autre son bouclier.

L'autre son bouclier (×2)

12.

L'un portait son grand sabre

Mironton, mironton, mirontaine

L'un portait son grand sabre

L'autre ne portait rien.

L'autre ne portait rien (×2)

13.

Alors autour de sa tombe

Mironton, mironton, mirontaine

Alors autour de sa tombe

Romarin l'on planta.

Romarin l'on planta (×2)

14.

On vit voler son âme

Mironton, mironton, mirontaine

On vit voler son âme

Au travers les lauriers.

Au travers les lauriers (×2)

15.

Chacun mit ventre à terre

Mironton, mironton, mirontaine

Chacun mit ventre à terre

Et puis se releva.

Et puis se releva (×2)

16.

Pour chanter les victoires

Mironton, mironton, mirontaine

Pour chanter les victoires

Que Malbrough remporta.

Que Malbrough remporta (×2)

17.

La cérémonie faite

Mironton, mironton, mirontaine

La cérémonie faite

Chacun s'en fut coucher.

Chacun s'en fut coucher (×2)

18.

Les uns avec leurs femmes

Mironton, mironton, mirontaine

Les uns avec leurs femmes

Et les autres tout seuls.

Et les autres tout seuls (×2)

19.

Ce n'est pas qu'il en manque

Mironton, mironton, mirontaine

Ce n'est pas qu'il en manque

Car j'en connais beaucoup.

Car j'en connais beaucoup (×2)

20.

Des blondes et des brunes

Mironton, mironton, mirontaine

Des blondes et des brunes

Et des châtaignes aussi.

Et des châtaignes aussi (×2)

21.

Je n'en dis pas davantage

Mironton, mironton, mirontaine

Je n'en dis pas davantage

Car en voilà z'assez.

Car en voilà z'assez (×2)

### Résumé de l'histoire
Malbrough s'en va-t-en guerre

Ne sait quand reviendra.

Il reviendra (z') à Pâques

Ou à la Trinité.

La Trinité se passe

Malbrough ne revient pas.

Madame à sa tour monte

Si haut qu'elle peut monter.

Elle aperçoit son page

Tout de noir habillé.

Beau page, ah mon beau page !

Quelles nouvelles apportez ?

Aux nouvelles que j'apporte

Vos beaux yeux vont pleurer.

Quittez vos habits rose,

Et vos satins brochés.

Monsieur Malbrough est mort

Est mort et enterré.

Je l'ai vu porté en terre

Par quatre z'officiers.

L'un portait sa cuirasse

L'autre son bouclier.

L'un portait son grand sabre

L'autre ne portait rien.

Alors autour de sa tombe

Romarin l'on planta.

On vit voler son âme

Au travers les lauriers.

Chacun mit ventre à terre

Et puis se releva.

Pour chanter les victoires

Que Malbrough remporta.

La cérémonie faite

Chacun s'en fut coucher.

Les uns avec leurs femmes

Et les autres tout seuls.

Ce n'est pas qu'il en manque

Car j'en connais beaucoup.

Des blondes et des brunes

Et des châtaignes aussi.

Je n'en dis pas davantage

Car en voilà z'assez.

## Pérennité et adaptations

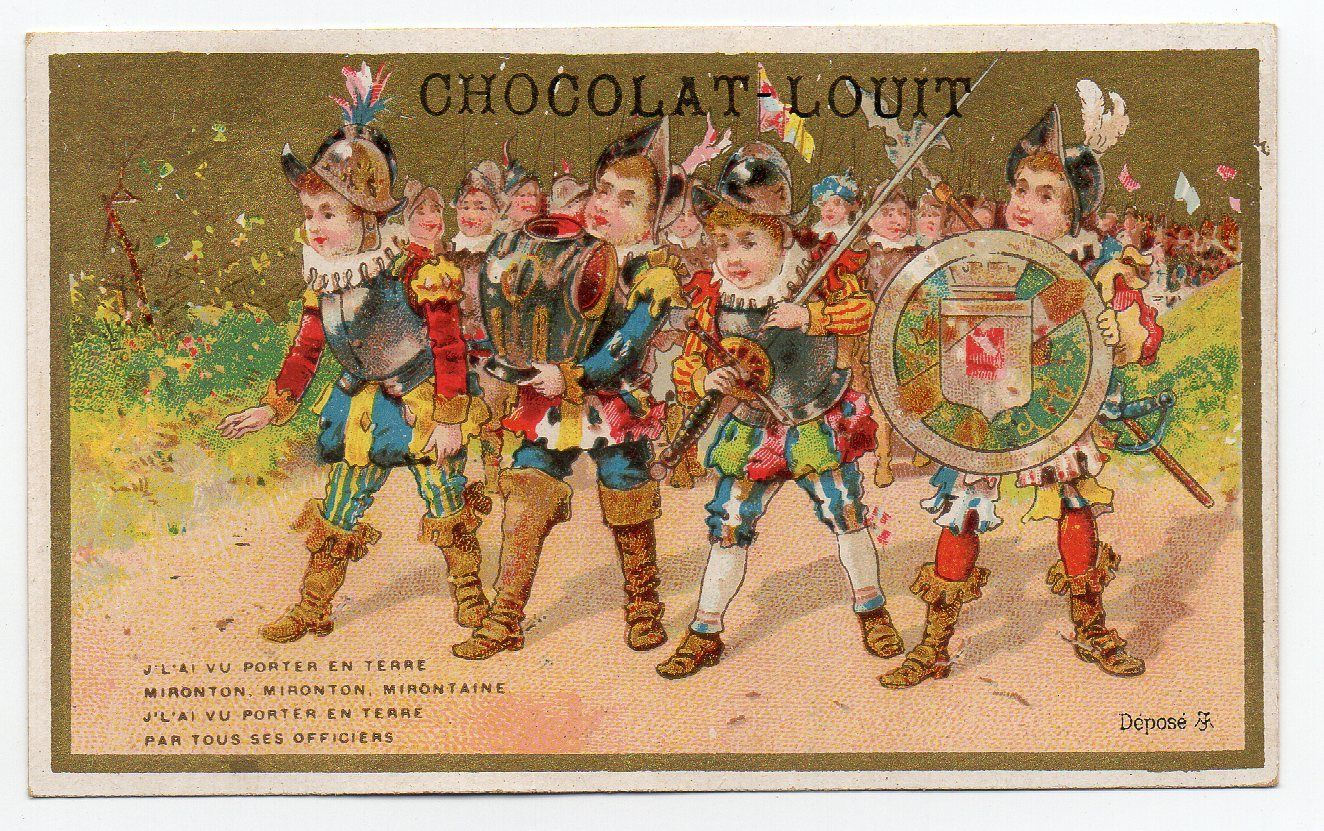
Chromo de collection pour le chocolat Louit illustrant Malbrough s'en va-t-en guerre (vers 1890).

- La Romance chantée par Chérubin dans la scène 4 de l'acte II de la pièce de théâtre Le Mariage de Figaro de Beaumarchais, est sur l'air de Malbrough s'en va-t-en guerre.
- Victor Hugo précise que son poème Le Sacre, dans Les Châtiments doit être lu sur l'air de Malbrough s'en va-t-en guerre.
- Charles Péguy consacre dans Clio de longues pages à la fortune littéraire de cette chanson.
- La chanson File la laine , de Jacques Douai, y est une référence directe.
- Dans l'épisode de la série télévisée Les Simpson intitulé Un atome de bon sens, Bart chante cette chanson parce qu'il a été trop bruyant.
- Dans le film des Monty Python La Vie de Brian, la version anglaise est entonnée par le Front de libération du peuple de Judée lors de la crucifixion de Brian.
- Dans le jeu vidéo Portal 2, GLaDOS chantonne l'air de la chanson à l'issue d'une chambre de test, en faisant miroiter à Chell une « surprise » pour son anniversaire.
- Cette chanson est aussi reprise dans l'épisode 3 de la première saison de Glee, par le groupe Acafellas.
- Le compositeur et guitariste classique espagnol Fernando Sor composa en 1827 son op. 28 : Introduction et variations sur Marlborough s'en va-t-en guerre, reprenant le thème de cette chanson et en développant une introduction et cinq variations.
- Ad bellum exit Ajax[8] est la traduction latine de Malbrough s'en va-t-en guerre, populaire chez ceux qui commencent à apprendre cette langue.
- Dans le jeu vidéo The Witcher 3 (2015) le joueur peut rencontrer un troll gardant un pont pour le compte de l'armée redanienne, qui entonnera « Trollbrouk s'en va-t-en guerre » si le héros le laisse en vie.
- L'artiste argentine María Elena Walsh l'inclut dans une chanson pour enfants intitulée Canción del Estornudo (Le Chant de l'éternuement).
- La chanson paillarde Là-haut sur la montagne reprend l'air de Malbrough s'en va-t-en guerre[9].